# Плембаза
Плембаза — посёлок в Смоленской области России, в Смоленском районе. Население — 466 жителей (2007 год). Расположен в западной области в 7 км к востоку от городской черты г. Смоленска. Газифицирован. 
Входит в состав Корохоткинского сельского поселения. Автобусное сообщение со Смоленском.

## Экономика
Объединение племенного животноводства ОАО «Смоленскживплем».